# Toi (Niue)
El poblado de Toi es un municipio y un distrito electoral en la isla Niue (Polinesia, Océano Pacífico Sur). Es uno de los 14 pueblos existentes en la isla de Niue. Contaba en el año 2011 con 23 habitantes, y una superficie de 4,83 km². Se encuentra en la costa norte de la isla, en la región histórica de la tribu motu la cual cubría la mitad norte de la isla.

## Demografía
Evolución de demográfica.
| Gráfica de evolución demográfica de Makefu entre 2001 y 2011 |
|                                                              |
|                                                              |